# 올리버 스톤의 킬러
《올리버 스톤의 킬러》(Natural Born Killers)는 미국에서 제작된 올리버 스톤 감독의 1994년 범죄, 드라마 영화이다. 우디 해럴슨 등이 주연으로 출연하였고 제인 햄셔 등이 제작에 참여하였다.
이 영화는 미국에서 1994년 8월 26일 개봉되었으며 1994년 8월 29일 베네치아 국제 영화제에서도 상영되었다.

## 출연

### 주연
- 우디 해럴슨
- 줄리엣 루이스
- 로버트 다우니 주니어
- 토미 리 존스

### 조연
- 톰 시즈모어
- 로드니 데인저필드
- 러셀 민스
- 프루이트 테일러 빈스

## 기타
- 협력프로듀서: 리자 브라몬 가르시아
- 협력프로듀서: 리처드 루토브스키
- 미술: 빅터 켐스터
- 의상: 리처드 호넌그
- 배역: 리자 브라몬 가르시아
- 배역: 빌리 홉킨스
- 배역: 헤이디 르빗